# Лікійська література

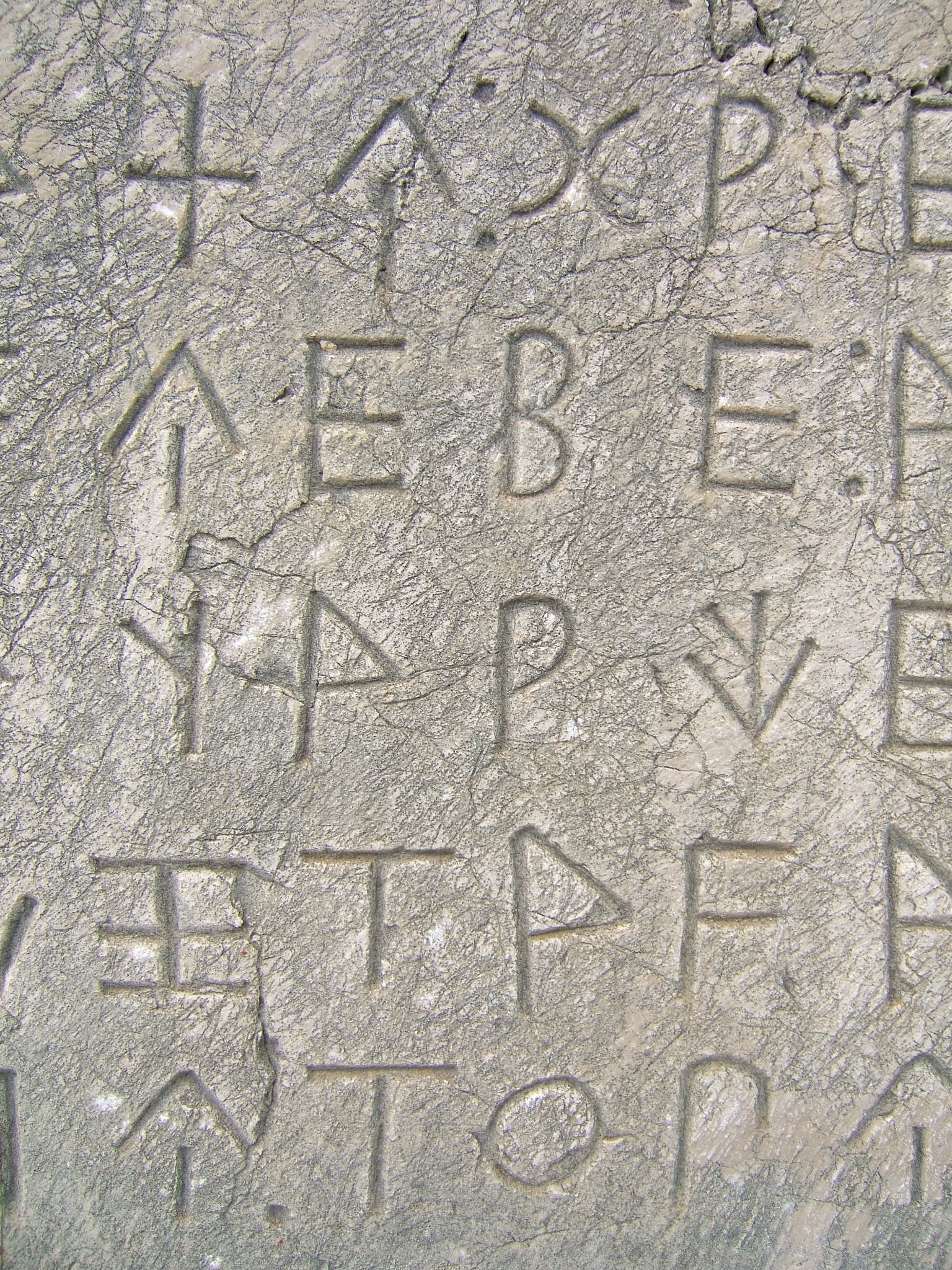
Лікійський напис із Ксанфської стели

Лікійська література — «мала» стародавня література Анатолії (нині Туреччина), що створювалася лікійською мовою і частково збереглася у монументальних написах 500-300 до н. е. на території Лікії (Лукка). Також вціліло кілька віршованих написів на близькоспорідненій мілійській мові (лікійській Б), які теж можна зарахувати до лікійської літератури. Література і мова зникають у 3 столітті до н. е. після завоювання території Александром Македонським.
Основний масив лідійської літератури, що безпосередньо дійшов до нас, складають епітафії та посвячення — загалом близько 170 написів.

## Лікія і лікійці

Розташування Лікії на Анатолійському півострові (500 до н. е.)

Лікійці проживали впродовж I тисячоліття до н. е. у Лікії, південно-західному регіоні Анатолії, що нині є територією Туреччини приблизно між містами Фетхіє та Анталія.
Свою країну вони називали Trm̃mis але сусіди називали цю територію Лукка, як свідчать хетські, лувійські, угаритські та єгипетські джерела. Лукку також пов’язували з народами моря (12-11 століття до н. е.), але у час існування лікійської писемності, вона вже не була окремою державою.

## Мова
Лікійська мова належить до лувійської підгрупи анатолійської групи індоєвропейської родини мов. Найближчими її родичами є мілійська (раніше розглядалася як архаїчний діалект лікійської, але нині вважається окремою мовою, синхронною за часом лікійській), лувійська, карійська і, ймовірно, сідетська.
Для запису використовувався особливий лікійський алфавіт, близький до інших малоазійських алфавітів.
Судячи з характеру двомовних написів, лікійська була головною мовою регіону. Переклади на грецьку є скороченнями, часто в них пропускається політична інформація стосовно правителів, і лишається тільки присвята богам.

## Корпус текстів

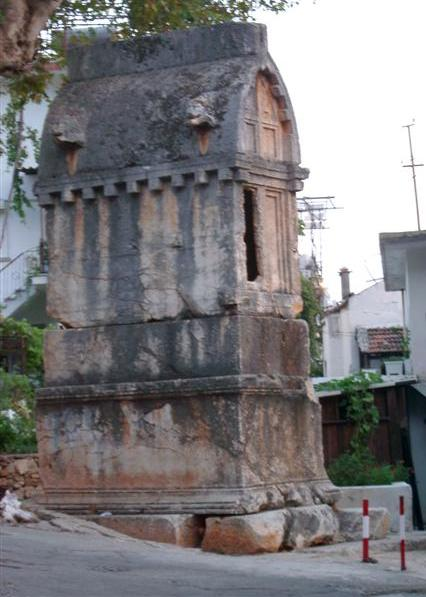
Лікійський саркофаг у місті Каш

Як і у випадку з лідійською літературою, основна частина пам’яток є короткими епітафіями на надгробках:
Могильний пам’ятник зробив Пандрама
Для братів та племінників своїх,
На ложі жрець нехай лежить Пандрама,
А більше тут ніхто лежать не має.
Однак уціліло й кілька історичних текстів, які схожі на урядові едикти, а також присвят богам. Історичні тексти за своїм стилем та змістом безпосередньо продовжують ту традицію, яка відбита у більш ранніх лувійських ієрогліфічних написах, а частково і в таких новохетських текстах, як «Автобіографія Хаттусілі III».
Підбірки лікійських текстів на камені були опубліковані у 1901 (Tituli Lyciae) та 1979 (Neumann), але знахідки продовжуються і донині. Корпус текстів складається з:
- 172 монументальних написів лікійським алфавітом (500-330 до н. е.)
- 150 поховальних написів
- 20 присвят
- Близько 150 написів на монетах (485-360 до н. е., всього знайдено понад 6000 монет із лікійськими написами)
- Летоонський напис трьома мовами (лікійською, грецькою та арамейською)
- Ксанфська стела трьома мовами (лікійська, мілійська та давньогрецька)
- Мілійський напис на могилі у Антифеллосі
- Також кілька лікійських фрагментів можна знайти у текстах грецьких авторів елліністичного періоду

## Мілійська література

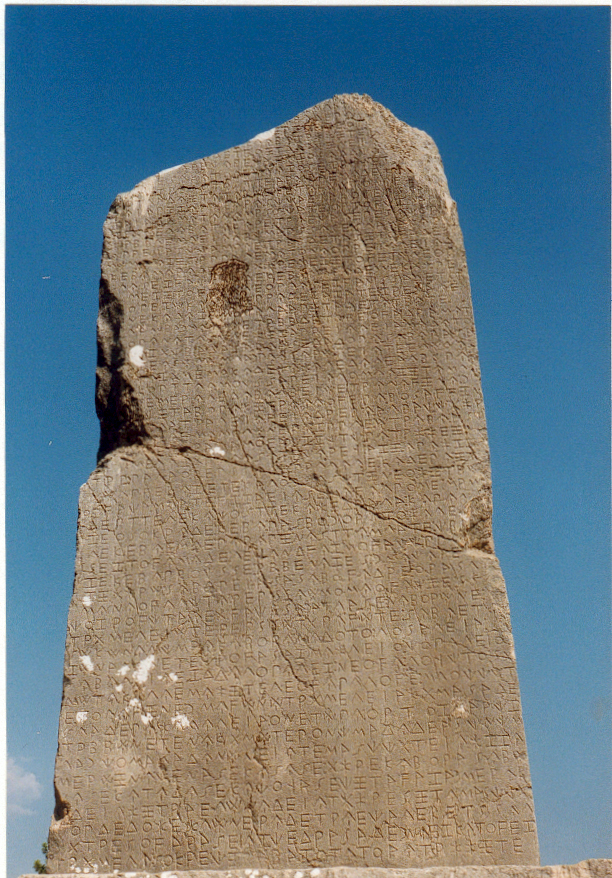
Ксанфська стела

З-поміж текстових пам’яток Лікії виділяються два написи, що виконані лікійським алфавітом і мова яких схожа з основною масою лікійських текстів, однак має деякі суттєві відмінності. Мову цих написів (TL 44c-d — на Ксанфській стелі, TL 55) зазвичай називають мілійською або лікійською Б. Раніше мілійська вважалася архаїчним діалектом лікійської, але згодом стала характеризуватися як окрема мова, що була сучасна лікійській. Назва утворена від Міліади або Мілії, області на північному сході Лікії, однак вона умовна, бо регіон проживання носіїв мілійської мови точно не відомий.
Загалом ці тексти містять 490 слів. Їх дуже складно повністю інтерпретувати, зокрема і тому, що вони складені віршами. З іншого боку, їхній віршований характер привертає до них особливий інтерес.
У тримовному Ксанфському написі мілійці називають свою мову «труйською», що дозволяє деяким вченим припускати їхній зв’язок із Троєю. Початок мілійського тексту Ксанфської стели:
Поставлено камінь, щоби військо прославити
І щоби піднести правителям славу.
На благо їм напис цей висічено,
Що на труйській написано мові.
Владарів у написі цьому ми шануємо,
Що чинять суд справедливий над нами.
У свідки ми кличемо всіх богів,
Котрі всі на раду зберуться.
Хай напис на камені тоді прочитають,
Коли до обряду зійдуться лікійці,
Й пісні хай піддані проспівають
Про чудесні подвиги лікійського війська.
Про подвиги, що вибиті на камені,
І про які написи та барельєфи свідчать.
Наш пам’ятних зображує перемогу
Лікійського війська над подоланим ворогом.
Нехай не буде забута доблесть!
На камені слова про давні походи
Вибиті будуть, нехай їх перечитають!
На зображення хай усі подивляться!

## Впливи

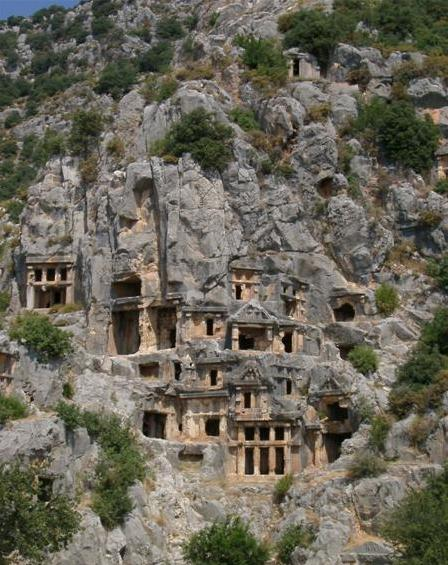
Скельні лікійські гробниці у Мирі

Після 2000-х зросла кількість компаративних досліджень впливів стародавніх близькосхідних літератур одна на одну, а також на давньогрецьку літературу. Не минула ця доля й лікійську літературу.
А. Пейн аналізує згадки лікійців у «Іліаді» Гомера, «Історії» Геродота, «Бібліотеці» Аполлодора, Павсанія, Квінта Смірнського. Найцікавішою лікійською фігурою у цих грецьких джерелах, на думку дослідниці, є Беллерофонт та міф про нього, котрий має явно індоєвропейське походження. Обмовленого дружиною царя, його висилають у Лікію з листом, де наказано вбити того, хто цей лист принесе. Натомість правитель Лікії дає йому три смертельні завдання, але Беллерофонту вдається з ними впоратися: він вбиває Химеру, а також перемагає амазонок і лікійське військо. У Лікії існував культ шанування Беллерофонта, де збереглися його статуї, а також статуї його коня Пегаса.
Із Лікією в античній літературі також пов’язувалася богиня Лето, хоча в самих лікійських текстах вона називається Матір’ю богів. Богиня Афіна пов’язувалася з лікійською Малією, а Афродіта з Педрітою. Мали місце й інші релігійні паралелі.
А. Пейн припускає, що Лікія була «посередником» у мандрах легендарних та міфологічних образів і сюжетів від хетської літератури до давньогрецької.

### Дослідження
- Adiego, I.J. Greek and Lycia // Christidis, A.F.; Arapopoulou, Maria; Chriti, Maria. A History of Ancient Greek From the Beginning to Late Antiquity / Chris Markham (trans.). — Cambridge University Press, 2007. — ISBN 0-521-83307-8.
- Bryce, Trevor R. The Lycians: The Lycians in Literary and Epigraphic Sources. — Copenhagen: Museum Tusculanum Press, 1986. — ISBN 87-7289-023-1.
- Bryce, Trevor; Zahle, Jan. The Lycians: A Study of Lycian History and Civilisation to the Conquest of Alexander the Great. — Copenhagen: Museum Tusculanum Press, 1986. — ISBN 9788772890234.
- Keen A.G. Dynastic Lycia. — Leiden; Bostn; Köln, 1998.
- Payne, A. Lycia — Crossroads of Hittite and Greek Traditions? // Papers on Ancient Literatures: Greece, Rome and the Near East. — Pandova: S.A.R.G.O.N. Editrice e Libreria, 2008. — P. 471-487.
- Клукхорст, А. Ликийский язык // Языки мира: Реликтовые индоевропейские языки Передней и Центральной Азии. — М.: Academia, 2013. — С. 131—154. — (Языки мира). — ISBN 978-5-87444-370-2.
- Кузьменко, Д. Лікійська та мілійська література [Архівовано 18 листопада 2018 у Wayback Machine.] // Δημήτρός γραφεύς. — 8 березня 2018.

### Тексти
- Bousquet J. Les inscriptions gréco-lyciennes // Fouilles de Xanthos IX: La région nord du Létôon. Les sculptures. Les inscriptions gréco-lyciennes. Paris, 1992.
- Friedrich J. Kleinasiatische Sprachdenkmäler. Berlin, 1932.
- Laroche E. L’inscription lycienne // Fouilles de Xanthos VI: La stèle trilingue de Létôon. Paris, 1979.
- Mørkholm O. & Neumann G. Lykische Münzlegenden. Göttingen, 1978.
- Neumann G. Neufunde lykischer Inschriften seit 1901. Vienna, 1979.
- Neumann G. Zwei lykische Inschriften aus Tü- se // Asia Minor Studien. Bd. 18: Lykische Studien 2: Forschungen auf dem Gebiet der Polis Kyaneai in Zentrallykien. Bericht über die Kampagne 1991, 1995.
- Neumann G. Neue lykische Texte vom Avşar Tepesi und aus Korba // Asia Minor Studien. Bd. 41: Lykische Studien 5: Die Siedlungskammer des Yavu-Berglandes. Berichte über die Ergebnisse der Feldforschungskampagne 1995 auf dem Territorium der zentrallykischen Polis Kyaneai. 2000.
- Tituli Asiae Minoris I: Tituli Lyciae, lingua lycia conscripti / Ed. E. Kalinka. Vienna, 1901.
- Луна, упавшая с неба. Древняя литература Малой Азии / Пер. с древнемалоазиатских языков, вступ. статья и коммент. Вяч. Вс. Иванова. — М.: Художественная литература, 1977. — 320 с.